# エリック・カンゼル

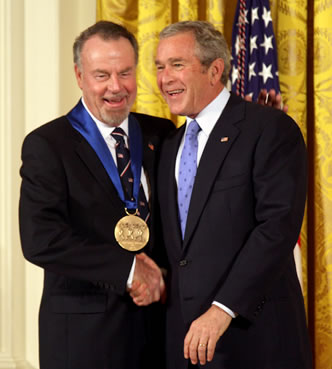
ジョージ・W・ブッシュ大統領（右）から国民芸術勲章を授与されるエリック・カンゼル（2007年）

エリック・カンゼル（Erich Kunzel, Jr., 1935年3月21日 - 2009年9月1日）は、アメリカ合衆国の指揮者。44年にわたってシンシナティ・ポップス・オーケストラを指揮し、1000万以上の録音を売り上げ、「プリンス・オブ・ポップス」（Prince of Pops）と称された。ドイツ系であることから、当初は日本ではエーリッヒ・クンツェルと表記されていた。

## 経歴
ニューヨークに生まれる。ダートマス大学では化学を専攻していたが音楽の学位を取得し卒業、後にハーヴァード大学やブラウン大学でも学んでいる。1957年、サンタフェ・オペラにてペルゴレージのオペラ・ブッファ『奥様女中』を振って指揮者としてデビュー。ピエール・モントゥーの下で指揮を学びながら、1960年から5年間ロードアイランド・フィルハーモニー管弦楽団の指揮者を務め、1965年にはシンシナティ交響楽団の常任指揮者として迎えられる。
オペラ指揮者としてのキャリアを着実に重ねていたカンゼルであったが、1965年より当時のシンシナティ交響楽団の音楽監督マックス・ルドルフに誘われ冬期の定期ポップス・コンサート「8 O'Clock Pops」の指揮を受け持ったことがポップスの世界への足がかりとなった。1970年からはアーサー・フィードラーの招きによりボストン・ポップスで客演を重ね、ポップス指揮者としての地位を確かなものとしてゆく。
1977年、シンシナティ・ポップス・オーケストラが新設され、カンゼルが指揮者に任命されると、以降テラーク・レーベルに約90枚にのぼるレコーディングを行い、このオーケストラの世界的名声の獲得に尽力。バラエティに富んだ数々の録音は世界各国のクロスオーバー・チャートを賑わせた。1991年からは4年連続でビルボードの「クラシカル・クロスオーバー・アーティスト・オブ・ザ・イヤー」に選ばれている。また、カンゼルの薫陶を受け、ボストン・ポップスのキース・ロックハート、ニューヨーク・ポップスのスティーヴン・ライニキーらのポップス・オーケストラ指揮者が誕生している。
合衆国の戦没将兵追悼記念日および独立記念日には、カンゼルが合衆国議会議事堂前でナショナル交響楽団を指揮するコンサートが1991年から毎年恒例となっており、PBSによって合衆国全土に放送されている。
アジアにおいても、数度の日本ツアーを敢行しているほか、1998年にはアメリカ人ポップス指揮者として初めて中国の指揮台に立った。2008年の北京オリンピックに際しては、北京五輪組織委員会に招聘され、シンシナティ・ポップスと共に公演を行った。
2009年4月、カンゼルは膵臓、肝臓及び大腸癌と診断される。同年8月1日、彼自身が15年前にこけら落とし公演を行ったリヴァーベンド・ミュージック・センターにて、最後の公演に臨んだ。ちょうど1か月後の9月1日、メーン州スワンズ島の自宅にほど近いバーハーバーの病院で死去。74歳没。この日、グレート・アメリカン・ボール・パークにて行われたシンシナティ・レッズとピッツバーグ・パイレーツの試合では、地元レッズの大ファンだったカンゼルを偲んで試合前に黙祷の時間が設けられた。

## 録音
カンゼルが初めて商業録音に携わったのは、ジャズ・ピアニストのデイヴ・ブルーベックによる大作ジャズ・オラトリオ『The Light in the Wilderness』（1968年）からであり、その後もデューク・エリントン、デイヴ・ブルーベック、ジェリー・マリガンらジャズ界の巨星とのレコーディングを経験している が、彼の名が広く知られるようになったのは、1978年にテラーク・レーベルより発売されたチャイコフスキーの祝典序曲『1812年』のレコードがきっかけである。実際の大砲と教会の鐘を使用、テラーク・レーベルによる大迫力のデジタル録音と相まってこの録音は記録的な売り上げを見せ、以後のカンゼルとシンシナティ・ポップスの活躍を決定づけた。そのレパートリーは純クラシック音楽から、映画音楽、ブロードウェイ・ミュージカル、ジャズ、ワールドミュージックなど広範囲にわたり、映画音楽だけでもSF映画・ファンタジー映画・西部劇・ディズニー映画・ボンド映画・スピルバーグ映画など、それぞれテーマを設けたバラエティ豊かなものとなっている。
1998年にはシンシナティ・ポップスと録音したコープランドの作品集がグラミー賞を受賞した（ベストエンジニア賞）。
中国では、カンゼルとシンシナティ・ポップスは1ドル程度で手に入る海賊盤によってその名が知られており、中国公演が行われた時には多くの中国人がサインを求めて海賊盤を差し出した。しかしカンゼルは気前よくサインに応じたという。
2005年にコンコード・ミュージック・グループがテラークを買収、2009年には事業縮小を理由に自社録音の停止を発表。カンゼル&シンシナティ・ポップスとテラークの30年近くに及ぶ協力体制に終止符が打たれることとなった。カンゼルとテラークの最後のCD「From the Top at the Pops」が発売されたのは、彼が他界する1週間前のことであった。